# Jehoshua Ahrens
Jehoschua (Jehoshua, Josh) Ahrens (* 4. November 1978 in Erlenbach am Main) ist ein deutscher orthodoxer Rabbiner, seit Januar 2023 Oberrabbiner von Salzburg und dazu seit August 2023 Gemeinderabbiner der Jüdischen Gemeinde Bern als Nachfolger von Michael Kohn.

## Leben
Nach seinem Abitur 1996 studierte Ahrens Internationales Management und arbeitete für verschiedene Konzerne, darunter Exxon Mobile. Dann begann er in Israel die Ausbildung zum Rabbiner, parallel am Jesselson Institute for Advanced Torah Studies, dem Kollel der Bar Ilan Universität und am Ohr Torah Stones Joseph and Gwendolyn Straus Rabbinical Seminary, wo er auch ordiniert wurde. Er studierte für seinen BA an der Bar-Ilan-Universität, machte seinen Master-Abschluss an der Cambridge University und wurde am Institut für Jüdisch-Christliche Forschung der Universität Luzern promoviert. Als Rabbiner arbeitete Ahrens in Sofia/Bulgarien, Zürich, Düsseldorf, Nürnberg und Darmstadt.
Als Rabbiner war er von 2010 bis 2013 in Sofia tätig, von 2013 bis 2015 in der Israelitischen Cultusgemeinde Zürich und danach kurzfristig in Düsseldorf, bevor er im Herbst 2015 im Rahmen seiner Promotion einen Forschungsauftrag für den Schweizer Nationalfonds übernahm (über die Konferenz von Seelisberg) und sich aus der Gemeindearbeit zurückzog. Seit 2016 arbeitete er wieder als Rabbiner in Nürnberg, danach in Darmstadt, seit 2023 in Bern.
Er ist Mitglied der Orthodoxen Rabbinerkonferenz Deutschland und seit 2016 ehrenamtlicher Direktor für Zentraleuropa des Center for Jewish-Christian Understanding and Cooperation. An seinen verschiedenen Wirkungsstätten war bzw. ist Ahrens im jüdisch-christlichen und im jüdisch-christlich-muslimischen Gespräch engagiert.
Ahrens gehörte 2015 zu den Mitinitiatoren und Autoren der Orthodoxen rabbinischen Erklärung zum Christentum.

## Veröffentlichungen in Auswahl
- Jehoschua Ahrens, Karl-Hermann Blickle, David Bollag, Johannes Heil (Hrsg.): Hin zu einer Partnerschaft zwischen Juden und Christen. Die Erklärung orthodoxer Rabbiner zum Christentum. Metropol-Verlag, Berlin 2017, ISBN 978-3-86331-331-9.
- Jehoschua Ahrens: Gemeinsam gegen Antisemitismus – Die Konferenz von Seelisberg (1947) revisited. Die Entstehung des institutionellen jüdisch-christlichen Dialogs in der Schweiz und in Kontinentaleuropa (= Forum Christen und Juden. Band 19). LIT-Verlag, Berlin/Münster 2020, ISBN 978-3-643-14609-0 (Dissertation, Luzern, Univ., 2019).
- Jehoschua Ahrens, Irving Greenberg, Eugene Korn (Hrsg.): From Confrontation to Covenantal Partnership: Jews and Christians Reflect on the Orthodox Rabbinic Statement of “To Do the Will of Our Father in Heaven”. Introductions by Rabbi Shlomo Riskin, Cardinal Timothy Dolan and Former Archbishop of Canterbury Rowan Williams. Urim, Jerusalem/New York 2020, ISBN 978-1-60280-411-1.
- Jehoschua Ahrens und Norbert Hofmann: Geschwister auf einer gemeinsamen Suche. Aktuelle Chancen und Herausforderungen im jüdisch-christlichen Gespräch. Mit Geleitworten von Kurt Kardinal Koch und Rabbiner David Rosen. Matthias Grünewald Verlag, Ostfildern 2021, ISBN 978-3-7867-3256-3.
- Jehoschua Ahrens und Arie Folger (Hrsg.): Rabbiner im Gespräch mit dem Vatikan. Jüdisch-katholische Beziehungen nach Nostra Aetate und Korrespondenzen mit Benedikt XVI. (= Forum Christen und Juden. Band 20). LIT-Verlag, Berlin/Münster 2021, ISBN 978-3-643-14692-2.
- Jehoshua Ahrens, Mira Sievers und Rana Alsoufi: Zwischen Leben und Tod: Medizinethische Beiträge aus Judentum und Islam. Grünewald, Ostfildern 2022, ISBN 978-3-7867-3294-5
- Jehoschus Ahrens, Zentralrat der Juden in Deutschland (Hrsg.): Die Lehren des Talmud: Rabbinische Weisheit für Alltag und Leben. Gütersloher, Gütersloh 2023, ISBN 978-3-579-07195-4
- Jehoschua Ahrens: Mit der Tora durch das Jahr: Eine lebensnahe Auslegung der Parschiot. Gütersloher, Gütersloh 2023, ISBN 978-3-579-07193-0